# Matagami
| Matagami                          |           |
|                                   |           |
| Coordenadas: 49°4500"N, 77°3800"O |           |
| Província                         | Quebec    |
| Fundado em                        | 1963      |
| Prefeito                          | René Dubé |
| Código postal                     | J90Y      |
|                                   |           |
| Área                              |           |
| - Cidade                          | 65.10 km² |
| Fuso horário                      | UTC -5/-4 |
| População ([[]])                  |           |
| - Cidade                          | 1.526     |
| Website: [http:// ]               |           |

Matagami é um município da província de Quebec, Canadá. Localiza-se ao norte de Amos, às margens do Lago Matagami, na extremidade norte da Rodovia 109 e início da Rodovia  da Baía de James, situando-se na região da Jamésie. O município possuía 1.526 habitantes em 2011.
O nome Matagami significa "confluência de águas" na língua cree.
Foi fundada em 1963 com o desenvolvimento da mineração na região.